# Пришельцы ниоткуда
«Пришельцы ниоткуда» (фр. Ceux de nulle part) — научно-фантастический роман писателя Франсиса Карсака. Роман был издан в 1953 году.

## Сюжет
Волею случая молодой доктор Всеволод Клэр оказывается на борту инопланетного корабля расы иссов, потерпевшего аварию в результате атаки истребителя-перехватчика. С экипажем корабля он отправляется к их родному солнцу в весьма далекую галактику. Клэр попадает в невероятный мир высоких технологий, космических полетов, прекрасных планет, встречает свою любовь и становится непосредственным участником беспощадной войны Содружества Человеческих Миров с мисликами — гасителями звёзд.

## Герои
Главные герои -
Клер (доктор, учёный Клер) - главный герой. Человек попавший на планету инопланетян.
Ульна - жена Клера.

## Издания на русском языке
- Пришельцы ниоткуда: [Роман] / Пер. Ф. Мендельсона // Пришельцы ниоткуда. — М.: Мир, 1967 — с. 86-297
- Пришельцы из ниоткуда; Этот мир — наш: Сборник / Пер. Е. А. Явич, Ф. Л. Мендельсон. — М.: АРТ, 1991. — 302 с. — (Зарубежная фантастика). 100 000 экз.
- Пришельцы ниоткуда: Сборник. — Жуковский: ТОО фирмы «ММЛ»; ТОО «Транспорт», 1993. — 576 с. — (Монстры Вселенной. Кн.9). 75 000 экз.
- Пришельцы ниоткуда; Львы Эльдорадо Сборник Научно-фантастических произведений /Пер. Ф. Мендельсона — М.: ТОО «ФЕЯ», 1992 с. 7-170